# 鱼的进化

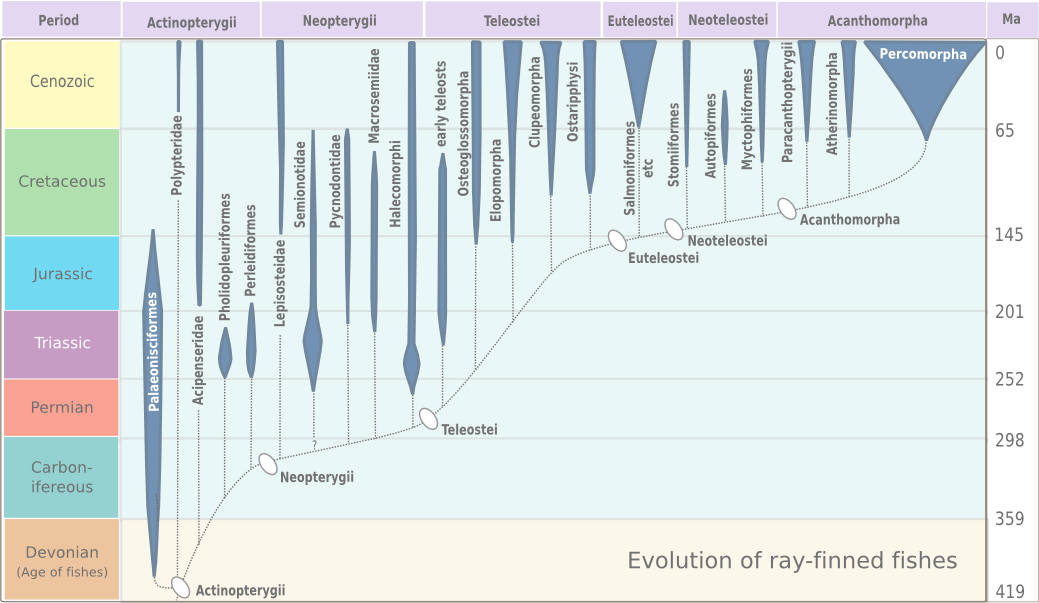
鱼类演化示意图

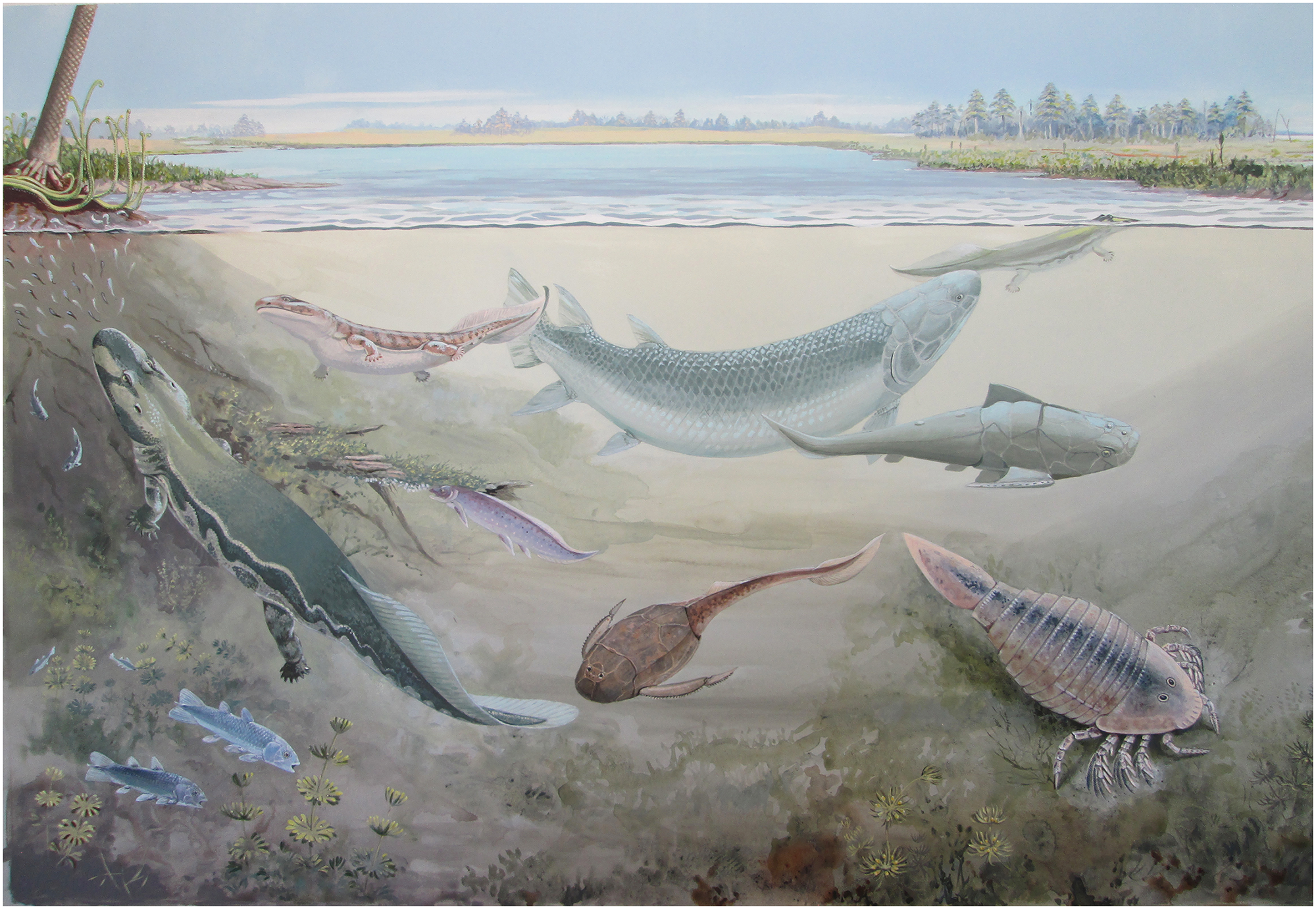
4.19～3.59亿年的泥盆纪也被称作“鱼类时代”，期间盾皮鱼、早期鲨鱼（软骨鱼）和各种肉鳍鱼（包括向四足类过渡的扇鳍类）都出现了显著的演化发展

鱼的演化是指魚類（广义上可泛指所有脊椎动物）在显生宙（特别是早期的古生代）的演化進程。
大约5.3亿年前的寒武纪大爆发期间，就有一些游动滤食的脊索动物開始逐步演化出了矿化中轴内骨骼（脊柱）来替换柔软有弹性但抗应力能力不强的脊索，因而出现了早期的无颌鱼类如昆明鱼和海口魚。寒武纪晚期出现了形态类似鳗鱼的牙形石，之后在奥陶纪和志留纪出现了外表（特别是头部）具有硬化外壳的甲冑魚。
在志留纪晚期和泥盆纪早期，因为陆地植被大规模扩张导致大气含氧剧增加上植物根系侵蚀岩石层释放了大量矿物质被地表径流冲刷进入水体，使得浮游生物繁荣，水体上层原本空旷的开放水域随机出现了大量食浮游生物动物，连带着使得捕食这些动物、能持续脱离水底游泳的自游动物也随即出现演化辐射。鱼类作为形态上最适合持续游泳的动物，在泥盆纪的物种多样性大量增加，其中一些类群如骨甲鱼演化出了偶鳍、髓鞘和早期听小骨，这使其运动和感知能力开始压倒当时占据优势生态位的板足鲎。之后一些骨甲鱼的第一对鳃弓演化成了可以对折进行咬合的颌骨，使得鱼类获得了捕食有外骨骼保护的节肢动物和头足纲软体动物的能力。这些有颌鱼类（包括盾皮鱼、原始硬骨鱼、棘鱼和演化自棘鱼的软骨鱼）的出现不但使得脊椎动物从此演替掉其它无脊椎动物占据了食物网中上层位置，也造成了无颌鱼类（特别是甲胄鱼）因为竞争压力而锐减。泥盆纪也因为各种鱼类的繁盛和其在水域生态系统中凌驾于无脊椎动物之上的生态霸权而被昵称为“鱼类时代”。
在泥盆纪早中期，内陆淡水生态系统中的一些在浅水区出没四足形类肉鳍鱼开始利用当时水网交错形成的湿地环境开始频繁伏击河岸带的早期陆生动物（主要是六足类、蛛形纲和多足纲的节肢动物），其中一些能利用皮肤呼吸和原始的鳔直接与空气进行气体交换摄取鳃以外的额外氧气的类群则干脆开始常态化登陆成为最早的两栖鱼类。
泥盆纪后期灭绝事件造成了大规模的水体缺氧，其引发的选择压力使得鱼类的物种分布出现了很大变化。无颌鱼类中剩余的甲胄鱼基本上全部灭绝，仅存受到中度影响的牙形石。在有颌鱼类中，之前占据顶级生态位的盾皮鱼全部灭绝，棘鱼也没能幸免。幸存的肉鳍鱼类则出现分化：保留了水生形态的肉鳍鱼继续在水中发展，直到后来在二叠纪末大灭绝中被永久性重创，现仅存深海苟活的矛尾鱼一支成为活化石；两栖肉鳍鱼中一部分返回淡水浅水区继续之前的临岸生活，最终演化成为生态位较为局限的肺鱼；另一部分已经更适应陆地环境的肉鳍鱼在劫后仅存拥有五指的坚头类一支，在泥盆纪结束后经历了一段化石空缺期，最终在石炭纪早期演化出了两栖动物，并随后演化出了可以远离水体繁衍的羊膜动物，成为了真正的陆生脊椎动物。而泥盆纪末灭绝事件中得利的是随即兴起的软骨鱼和辐鳍鱼，两者在之后的古生代晚期和中生代开始大规模辐射成为主流的水生脊椎动物，而辐鳍鱼中的真骨鱼类更是在新生代成为了占据所有鱼类物种96％的冠群。

## 書目
- Ahlberg, Per Erik. . Washington, DC: Taylor & Francis. 2001. ISBN 978-0-415-23370-5. （原始内容存档于2016-06-16）.
- Benton, Michael J. . 2005.
- Benton, Michael J.  3rd. John Wiley & Sons. 2009. ISBN 9781405144490.
- Berg, Linda R.; Eldra Pearl Solomon; Diana W. Martin. . Cengage Learning. 2004. ISBN 978-0-534-49276-2.
- Haines, Tim; Chambers, Paul. . Firefly Books. 2005.
- Cloudsley-Thompson, J. L. . Springer. 2005. ISBN 9783540224211.
- Dawkins, Richard. . Boston: Houghton Mifflin Company. 2004. ISBN 978-0-618-00583-3.
- Donoghue, P. C.; Forey, P. L.; Aldridge, R. J. . Biological Reviews of the Cambridge Philosophical Society. 2000, 75 (2): 191–251. PMID 10881388. S2CID 22803015. doi:10.1111/j.1469-185X.1999.tb00045.x.
- Encyclopædia Britannica.  17. 1954.
- Forey, Peter L. . London: Chapman & Hall. 1998.
- Hall, Brian Keith; Hanken, James. . Chicago: University of Chicago Press. 1993  [2016-01-27]. ISBN 978-0-226-31568-3. （原始内容存档于2016-05-20）.
- Helfman G, Collette BB, Facey DH, Bowen BW. . Wiley-Blackwell. 2009. ISBN 978-1-4051-2494-2. （原始内容存档于2014-11-14）.
- Janvier, Philippe. . Oxford University Press. 2003. ISBN 978-0-19-852646-9.
- Lecointre, G; Le Guyader, H. . Harvard University Press Reference Library. 2007.
- Long, John A. . Baltimore: The Johns Hopkins University Press. 1996. ISBN 0-8018-5438-5.
- Nelson, Joseph S. . John Wiley & Sons, Inc. 2006. ISBN 978-0-471-25031-9.
- Palmer, D. (编). . London: Marshall Editions. 1999: 26. ISBN 978-1-84028-152-1.
- Palmer, D. . Philadelphia: Marshall Publishing Ltd. 2000.
- Patterson, Colin. . Cambridge, UK: Cambridge University Press. 1987  [2016-01-27]. ISBN 978-0-521-32271-3. （原始内容存档于2016-06-24）.
- Sarjeant, William Antony S.; Halstead, L. B. . Gordon and Breach. 1995  [2020-06-07]. ISBN 978-2-88124-996-9. （原始内容存档于2017-02-16）.
- Romer, AS.  4. London: W.B. Saunders. 1970.
- Turner, S. . A. J. Boucot; J. Lawson  (编). . Cambridge University Press. 1999.